# 58 Большой Медведицы
58 Большой Медведицы (лат. 58 Ursae Majoris), HD 99984 — одиночная звезда в созвездии Большой Медведицы на расстоянии приблизительно 169 световых лет (около 52 парсеков) от Солнца. Видимая звёздная величина звезды — +5,94m. Возраст звезды оценивается как около 2,6 млрд лет.

## Характеристики
58 Большой Медведицы — жёлто-белая звезда спектрального класса F4V. Радиус — около 2,95 солнечных, светимость — около 10,89 солнечных. Эффективная температура — около 6137 К.